# Steven Lewerenz
Steven Lewerenz, né le 18 mai 1991 à Hambourg, est un footballeur professionnel allemand au SG Sonnenhof Großaspach.

## Carrière
Lewerenz commence à jouer au football à l'âge de cinq ans au VSG Stapelfeld, dans le Schleswig-Holstein. Il est formé de 2003 à 2007 et de 2008 à 2009 dans l'équipe des jeunes du Hambourg SV, de 2007 à 2008 dans celle du SG Dynamo Dresde. En 2009, il rejoint l'équipe réserve du Hambourg SV, joue régulièrement durant la saison 2009-2010 et dispute 28 matchs de Regionalliga Nord.
Pour la saison 2010-2011, il rejoint le RB Leipzig dans le même championnat. De janvier à juin 2011, il est prêté au Kapfenberger SV, club de la Bundesliga autrichienne. En 2012, il vient au SV Eintracht Trèves 1905, en Regionalliga Sud Ouest. La saison suivante, il rejoint l'équipe réserve du 1. FSV Mayence 05, dans le même championnat. Bien qu'elle ait fini troisième du championnat, elle peut monter en 3. Liga, car l'équipe réserve du SC Fribourg, deuxième, ne peut pas présenter la licence. Lewerenz quitte Mayence et s'engage avec les FC Würzburger Kickers en Regionalliga Bayern à l'été 2014. Champion, Wurtzbourg remporte les barrages d'accession en 3. Liga contre le 1. FC Sarrebruck.
Pour la saison 2015-2016, il signe un contrat de deux ans au Kieler SV Holstein, club de 3. Liga. Kiel accède à la 2. Bundesliga en 2017. Pendant cette saison, Lewerenz joue 30 matchs et contribue à la troisième place du classement avec huit buts. Lors du barrage avec le VfL Wolfsburg, le club de Bundesliga, il joue simplement le match aller, une défaite 3 à 1 à Wolfsburg, le match retour est une défaite à domicile 0 à 1. À l'été 2018, l'entraîneur Markus Anfang quitte le club, son successeur Tim Walter ne le fait jouer que cinq matchs au cours du premier semestre, Lewerenz met alors fin à son contrat.
Le 5 janvier 2019, il rejoint le club de deuxième division 1. FC Magdebourg jusqu'à la fin de la saison et y joue sept matchs. Pour la saison 2019-2020, il choisit le club belge Royal Excelsior Virton, en Division 1B pour lequel il ne dispute que quinze minutes dans le deuxième match du championnat en juillet 2019. Il retourne en Allemagne en signant le 8 janvier 2020 avec le FC Viktoria Cologne 1904, club de 3. Liga.